# 김녕만
김녕만(金寧万 Kim Nyungman, 1949년~ 전북 고창)은 대한민국 다큐멘터리 사진가이다.
1978년에 중앙대 사진학과를 졸업하고 그해에 동아일보 사진기자가 되었다. 1980년에 광주민주화운동을 취재했고 판문점 출입기자를 거쳐 청와대 출입기자로 일했다. 2001년에 편집국장석 편집위원직을 끝으로 동아일보를 사직하고 2001년부터 2015년 3월까지 월간사진예술 발행인겸 대표로 재직했다. 김녕만은 월간사진예술 재직시 상명대 영상학부 겸임교수와 동강국제사진제 운영위원, 대구사진비에날레 조직위원직을 맡기도 했다. 또한 사진을 통하여 역사의 기록을 남긴 공로로 2003년 제52회 서울특별시문화상을 수상했고 2005년에는 일본 히가시카와 국제사진 페스티벌에서 해외작가상을 받고 수상 기념전으로 “격동20년”전시회를 열었다.

## 약력
- 1949년 : 전북 고창 출생
- 1967년 : 전북 고창고등학교 졸업
- 1978년 : 중앙대학교 예술대학 사진학과 졸업
- 1995년 : 중앙대학교 신문방송대학원 졸업
- 1978년 : 동아일보 근무
- 1983~1994년:판문점출입기자
- 1991년 : 평양에서 열린 남북 고위급회담 취재
- 2001년 : 동아일보사 사진기자, 편집국 사진부 차장, 출판사진팀 부장대우, 편집국장석 편집위원직을 끝으로 동아일보 사직
- 2001~2015년 : ‘사진예술’ 발행인 역임
- 2001~2005년 : 상명대 예술대학 영상학부  겸임교수
- 2002~2005년 : 동강국제사진제 운영위원
- 2006년 : 대구사진비엔날레 조직위원

## 작품활동 개인전
- 1979년 : ‘노래가 하나 가득’사진 동요전(동요 윤석중), 신문회관 전시실/서울
- 1981년 : 고향 사진전, 신문회관  전시실/서울
- 1991년 : 유머가 있는 풍경, 파인힐 화랑/서울
- 1993년 : 판문점, 세종문화회관 전시실/서울
- 1996년 : 마음의 고향, 세종문화회관 전시실/서울
- 2005년 : 격동20년, 히가시카와 문화갤러리/일본
- 2006년 : 시간의 풍경, 갤러리 나우/서울
- 2010년 : 분단의 현장에서 희망을 읽다, 토포하우스/서울
- 2011년 : 사진,시대를 읽다 <분단현장>, 전북 도립미술관
- 2014년 : 김녕만, 해학을 공유하다, 아트스페이스 제이/분당

## 작품활동 그룹전
- 1975년 : 독일대사관주최 "여성"전, 국립현대미술관/서울
- 1988년 : 투영전, 세종문화회관 전시실/서울
- 1994년 : 현대사진의 흐름전, 예술의전당/서울
- 1996년 : 사진은 사진이다, 삼성포토갤러리/서울
- 2000년 : 서울의 화두는 평양,  광화문 갤러리/서울
- 2003년 : 분단과 전쟁, 경기문화재단 전시실/수원
- 2004년 : 사진과 역사의 기억전, 인사아트센터/서울
- 2004년 : 오월,우리는 보았다, 5.18기념재단 전시실/광주
- 2008년 : 한국현대사진 60년전, 국립현대미술관 /과천
- 2012년 : 침묵의 목격, 228국가기념관/타이베이
- 2013년 : 인물파노라마, 전북도립미술관

## 작품소장
- 대한민국역사박물관
- 국립현대미술관
- 서울시립미술관
- 전북도립미술관
- 히가시카와 문화회관(일본)

## 저서 및 출판 목록
- 1979년 《노래가 하나가득 (동시:윤석중)》
- 1981년 《고향》
- 1991년 《유머가 있는 풍경》
- 1993년 《판문점》
- 1994년 《광주 그날 ! (황종건 공저)》
- 1996년 《마음의 고향》 ISBN 89-87648-07-9
- 1997년 《특종에 산다》 ISBN 89-87648-00-1
- 1999년 《격동20년》 ISBN 89-87648-02-8
- 2002년 《대통령이 뭐길래》 ISBN 89-87648-10-9
- 2006년 《때론 길을 잃어도 좋다 (글:윤세영)》 ISBN 89-87648-17-6
- 2006년 《강진에 가고 싶다 (글:조헌주)》 ISBN 978-89-7090-668-3
- 2009년 《김녕만 사진집 "장사익"》 ISBN 978-89-87648-31-6
- 2013년 《김녕만 (열화당 사진문고)》 ISBN 978-89-301-0444-9
- 2014년 《시대의 기억》 ISBN 978-89-87648-54-5

## 수상내역
- 1985년 : 제8회 현대사진문화상 수상[4]
- 2001년 : 올해의 사진기자상[5]
- 2003년 : 제52회 서울특별시문화상(언론부문)[6]
- 2005년 : 제21회 일본 히가시카와 국제사진페스티벌 해외작가상[7]